# Olibri (cònsol 491)
Flavi Anici Olibri Júnior (en llatí: Flavius Anicius Olybrius Iunior), va ser un aristòcrata de l'Imperi Romà d'Orient durant l'Antiguitat Tardana, i cònsol durant l'any 491. A les fonts se l'anomena a vegades "Olibri Júnior". Olibri era, a través de la seva mare Anícia Juliana, un descendent de les dinasties valentiniana i teodosiana, nét de l'emperador occidental Olibri (r. 472) i besnét de l'emperador romà occidental Valentinià III (r. 425-455), i un potencial august a la mort de l'emperador romà oriental Zenó (r. 474–491) de la Dinastia tràcia.

## Vida
Olibri era  fill d'Areobind Dagalaif, magister militum del 503 al 504 i cònsol l'any 506, i d'Anícia Juliana, filla de l'emperador romà Occidental Olibri i de Placídia, que era la filla de l'emperador romà Occidental Valentinià III.
Alan Cameron explica: "Pot ser que, només entre els cònsols aquí discutits, Olibri era realment conegut com 'Olibri el jove' en contextos socials i consulars. Tampoc és difícil pensar la raó: es va convertir en cònsol sent un nen, de tot just deu anys, potser fins i tot menys".
Va ser nomenat cònsol a una edat molt primerenca, el 491. Posteriorment, Olibri es va casar amb Irene, la filla de Pau i neboda de l'emperador romà oriental Anastasi I (r. 491-518); Anastasi volia enfortir el seu govern a través d'un vincle amb la dinastia teodosiana amb aquest matrimoni. Olibri i Irene només van tenir filles, inclosa Proba, que es va casar amb Flavi Anici Probe.
Va ser exiliat el 532 per l'emperador Oriental Justinià I (r. 527-565) després d'estar implicat en un complot. Les seves propietats van ser confiscades, inclosa l'Església de Sant Polieucte que havia encarregat la seva mare i una gran casa que es trobava en un lloc contigu a l'església. Finalment se li va permetre tornar poc després i se li van retornar les seves propietats confiscades. No se sap res sobre com li va anar a ell o a la seva família després d'això.